# Gerar

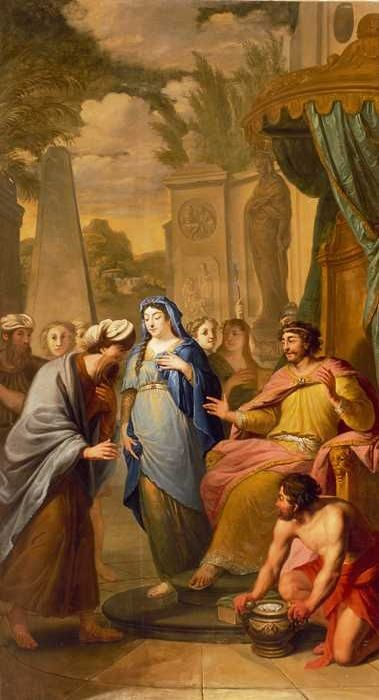
Abimeleque devolvendo Sara para Abraão, obra de Elias van Nijmegen no Museu de Roterdão

Gerar (em hebraico: גְּרָר‎; lit. "Noite" ou "lugar de pernoita") era a principal cidade dos filisteus, na época de Abraão e de Isaque, e estava localizada na fronteira sul da Filístia, não muito distante da cidade de Gaza.

## História
Abraão a visitou após a destruição de Sodoma e Gomorra, assim como fez também Isaque, quando houve uma seca no restante de Canaã. Era uma região fértil e bem regada. Foi nessa região que ocorreu a sede do primeiro reino filisteu que se conhece na história. Ficava entre os desertos de Cades e de Sur. No que diz respeito à sua localização perto de Gaza e Bersebá. Nos dias de Abraão, seus habitantes eram aguerridos e dedicados ao pastoreio.
Abimeleque, o rei dessa cidade, desejava as esposas de Abraão e Isaque sem ter conhecimento disto, pois eles as apresentarem como suas irmãs (apesar que Abraão era meio irmão de Sara). Tal fato ocorreu devido ao receio de morrerem, pois os reis locais tinham poderes absolutos sobre todas as mulheres, tanto do local quanto das que entrassem em seus domínios. Caso o marido dessas mulher não concordasse, poderia facilmente morrer e sua mulher ser incorporada no harém real sem contestação. Neste caso, foram mentiras arriscadas, mas salvaram-lhes a vida.

## Identificação
Gerar tem sido identificada com o Tel Abu Hureirá, cerca de quinze quilômetros a sudeste de Gaza e a pouco mais de vinte e quatro quilômetros a noroeste de Bersebá. Tel Jemé tem sido também identificado como o local da antiga Gerar. A cidade ficava localizada no moderno hebraico Nahal Gerar. Vários objetos ali encontrados indicam que era um lugar rico, provavelmente localizado em uma lucrativa rota de caravanas.